# Едуардо Шерер
Едуардо Шерер (ісп. Eduardo Schaerer Vera y Aragón; 2 грудня 1873, Каазапа, Парагвай — 12 листопада 1941, Буенос-Айрес, Аргентина) — парагвайський політик, президент Парагвая.

## Ранні роки
Шерер народився у місті Каасапа, його батьками були Сантьяго Шерер та Ізабель Віра-і-Арагон. Батько був швейцарцем, уродженцем Фордемвальда, Аарґау, а його дружина, Матильда Гейзеке, уродженка Гамбурга, донька Христиана Гейзеке, консула Австро-Угорської імперії у Парагваї.
Едуардо почав навчання у рідному місті, а відтак вступив до Національного коледжу Асунсьйона. Зайнявся бізнесом як батько, а також захопився політикою і журналістикою. Став одним зі співзасновників газети «El Diario» і засновником газети «La Tribuna».

## Політична кар'єра
У 1908 Шерер підтримав військовий переворот Альбіно Хари.
З 5 липня 1908 по 17 січня 1911 займав посаду мера Асунсьйона, а також займав посаду директора митниці, голови Міністерства внутрішніх справ (1912) і сенатора (1921).
15 серпня 1912 Шерер був обраний Президентом Парагваю.
Його кабінет складався з авторитетних політиків: Еусебіо Аяла (міністр іноземних справ), Мануель Гондра (військовий і морський міністр), Фелікс Пайва (міністр юстиції, культури і народної просвіти), Хосе Педро Монтеро (міністр внутрішніх справ).
Пізніше Гондра перейшов на посаду міністра іноземних справ, полковник Патрісіо Ескобар став військовим і морським міністром, Еусебіо Аяла — міністром фінансів, культури і народної просвіти, а Белісаріо Ріварола — міністром юстиції.
З правління Шерера почався період політичної стабільності, котрий тривав майже десять років.
1912 д-р Мануель Франко призначений ректором університету. 1913 почалася електрифікація Парагваю, з'явились телеграф і електричні трамваї.
Шерер провів програму державної зайнятості, організовуючи громадські роботи з благоустрою вулиць, асфальтування, знесення старого центрального ринку і старих будинків.
В освітній галузі запровадження навчання англійській мові в середній школі як іноземної. Шерер відкрив школи в трьох історичних містах: Вільяррика, Енкарнасьйон і Пілар, а також в Барреро-Ґранде.
1 січня 1915 в Асунсьйоні відбулася спроба військового перевороту на чолі з доктором Ґомесом Фрейре Естевесом і його братом, доном Луїсом Естевесом. Військові заарештували Шерера, але путч провалився.
Шерер став першим цивільним президентом, котрий зумів закінчити свій мандат без військових заколотів.